# Обличчям до стіни
«Обличчям до стіни» — радянський детективний художній фільм 1989 року, знятий режисером Михайлом Довлатяном на кіностудії «Вірменфільм».

## Сюжет
Молодому юристу в перший день служби доручають закінчити справу, яку раніше вів його попередник, який помер напередодні. Однак блискуче розплутавши справу та засвідчивши зв'язки злочинців з прокуратурою, герой приймає несподіване для професіонала рішення — покінчити зі світським життям та постригтися у ченці.

## У ролях
- Дмитро Харатьян — Андреас Аршакян, молодий юрист
- Анаїт Топчян — Текзі Папоян, дружина
- Володимир Кочарян — Кочарян
- Армен Джигарханян — Папоян, прокурор
- Карен Джанібекян — Бжшкян
- Анна Елбакян — Арміна Бжшкян
- Армен Хостікян — роль другого плану
- Генріх Алавердян — роль другого плану
- Левон Казарян — роль другого плану
- Аслан Мкртумян — роль другого плану
- Азат Шеренц — роль другого плану
- Жозеф Налбандян — роль другого плану
- Верджалуйс Міріджанян — роль другого плану
- Мамикон Манукян — роль другого плану
- Рубен Мкртчян — роль другого плану
- Армен Марутян — роль другого плану
- Георгій Ванян — роль другого плану

## Знімальна група
- Режисер — Михайло Довлатян
- Сценаристи — Сурен Бабаян, Михайло Довлатян, Георгій Ніколаєв, Оганес Мелконян
- Оператор — Віктор Шейнін
- Композитор — Юрій Арутюнян
- Художник — Вардан Седракян